# فابيان كاباييرو
نيستور فابيان كاباليرو (المعروف باسم تايسون) (بالإسبانية: Fabián Caballero) (31 يناير 1978 - 27 سبتمبر 2024)، هو لاعب كرة قدم أرجنتيني بارغوياني، لعب في مركز الهجوم. يُعتبرأحد أبرز اللاعبين في تاريخ باراغواي. لعب مع نادي أوليمبيا أسونسيون الباراغواياني ونادي إستوديانتس لا بلاتا الأرجنتيني ونادي سيرو بورتينيوالباراغواياني ونادي أرسنال الإنجليزي ونادي دندي سكتلندي ونادي ناسيونال أسونسيونالباراغواياني ونادي ميونيسيبالالغواتيمالي ونادي باناتشايكي اليوناني، ونادي سبورتيفو أميليانوالباراغواياني، ونادي ديبورتيفو ريكوليتا الباراغواياني، ونادي أوسورنو الإقليمي تشيلي ونادي دايجون هانا سيتزن كوري جنوبي، و نادي اتلتيكو تيمبيتاري البراغواني، ونادي غواراني أنطونيو فرانكو الارجنتيني، ونادي تاكواري البرغواني، ونادي سول دي أمريكا البراغواني، ونادي ألكي لارنكا لكرة القدم القبرصي.

## وفاته
تُوفي فابيان كاباييرو، عن عمر 46 عاماً، بشكل مفاجئ، يوم السبت 27 سبتمبر 2024، بعدما سقط أثناء خوضه مع أصدقائه مباراة كرة الصالات، في العاصمة أسونسيون - باراغواي.

## وصلات خارجية
- فابيان كاباييرو على موقع دوري كوريا الجنوبية (الإنجليزية)
- فابيان كاباييرو على موقع قاعدة بيانات كرة القدم.إي يو (الإنجليزية)
- فابيان كاباييرو على موقع Soccerbase.com (لاعب) (الإنجليزية)
- فابيان كاباييرو على موقع Soccerway.com (الإنجليزية)
- فابيان كاباييرو على موقع عالم كرة القدم.نت (الإنجليزية)